# Simon Episcopius
Simon Bischop ou Simon Episcopius selon la forme latinisée de son nom, né le 8 janvier 1583 et mort le 4 avril 1643, est un théologien néerlandais remontrant qui joue un rôle important dans le synode de Dordrecht en 1618.

## Biographie
Né à Amsterdam, Episcopius entre en 1600 à l'université de Leyde, où il étudie la théologie comme étudiant de Jacobus Arminius, et Franciscus Gomarus. Il obtient sa maîtrise ès art en 1606, mais sa nomination comme ministre est remise en question du côté calviniste. Il va à l'Université de Franeker, où il entend le professeur Johannes Drusius. En 1610, année où les arminiens présentent la Remontrance aux États de Hollande, il devient pasteur à Bleyswick, un petit village près de Rotterdam. L'année suivante il soutient la cause remontrante à la conférence de La Haye (1611), et aussi à Delft (1613).
En 1612, il succède à Franciscus Gomarus à la chaire de théologie à Leyde. Cette succession réveille le ressentiment des calvinistes. Il est attaqué par Festus Hommius dans Specimen controversiarum Belgicarum (1618).
Au synode de Dordrecht en 1618, Episcopius est choisi comme porte-parole des treize représentants remontrants devant le synode. Il est récusé et, sans l'entendre, les doctrines des remontrants sont condamnées en l'absence de toute défense autorisée. En 1619, à l'issue du synode, Episcopius et les douze autres représentants arminiens sont privés de leurs charges et ministères et exilés.
Episcopius se retire à Anvers, puis en France. Il s'installe en partie à Paris, en partie à Rouen. Il consacre la majeure partie de son temps à écrire pour appuyer la cause arminienne. Il écrit notamment la Confession des remontrants (1621). La tentative de Luke Wadding (s.j.) (1588-1657) de le gagner à la foi romaine le lance cependant dans une polémique contre ce célèbre jésuite. En 1625, à la mort de Maurice de Nassau, prince d'Orange, la violence de la controverse arminienne diminue. En 1626, Episcopius est autorisé à revenir dans sa patrie. En 1630, il est nommé prédicateur à l'église remontrante de Rotterdam. En 1634, il devient recteur du séminaire remontrant d'Amsterdam. Il y meurt en 1643.

## Théologie

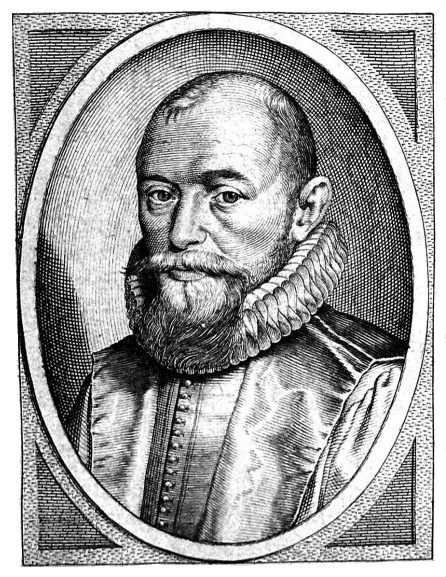
Simon Episcopius, vers 1630.

Episcopius peut être considéré comme le fondateur de la théologie arminienne. Il développe et systématise les principes lancés par Arminius. Sans s'opposer en tous points aux doctrines particulières du calvinisme, Episcopius proteste contre la tendance calviniste à étendre l'effort de dogmatisation abstraite. Selon lui, le christianisme est une pratique plutôt qu'une théorie ou un système de croyances intellectuelles. En cela, il est influencé par Sébastien Castellion et son Art de douter et de croire, de savoir et d'ignorer. Il voit le christianisme comme une instance morale plutôt qu'une foi orthodoxe. Selon lui, le christianisme n'implique ni la connaissance, ni le consentement à un système de doctrines qui comprendrait l'ensemble des vérités chrétiennes. La connaissance et l'acceptation de ce qui, dans le christianisme, est nécessaire pour produire un changement du cœur et de la vie, lui semble suffisant.

## Œuvres
Les œuvres notables d'Episcopius sont :
- (la) Simon Episcopius, Disputatio theologica de autoritate S. Scripturæ, Lugduni Batavorum, Ex officina Ioannis Patij, 1612
- (la) Simon Episcopius, Antidotum continens pressiorum declarationem ... sententiae quae in Synodo Nationali Dordracena asserta est et stabilita., Herder-vviici, ex officina typographi Synodalis, 1620
- (la) Simon Episcopius, Acta et scripta Synodalia Dordracena ministrorum remonstrantium in foederato Belgio., Herder-vviici, ex officina typographi Synodalis, 1620
- (nl) Simon Episcopius, Belijdenisse ofte verklaringhe van 't ghevoelen der leeraren, die in de gheunieerde Neder-landen Remonstranten worden ghenaemt, over de voornaemste articulen der christelijcke religie., S. l., s. l., 1621 (Confession des remontrants)
- (la) Simon Episcopius, Confessio declaratio sententiae pastorum gui in foederato Beiglo Remonstrantes vocantur super praecipuis artscuf is religionis Christianae, S. l., s. l., 1622 (Confession des remontrants)
- (la) Simon Episcopius, Apologia Pro Confessione Sive Declaratione Sententiae eorum, Qui in Foederato Belgio vocantur Remonstrantes, super praecipuis Articulis Religionis Christianae Contra Censvram Quatuor Professorum Leidensium, S. l., s. l., 1629
- (la) Simon Episcopius, Vedelivs Rhapsodvs, sive Vindiciae Doctrinæ Remonstrantium a criminationibus & calumnijs Nicolai Vedelii ... : quas Rhapsodiarum in morem congessit & inscripsit arcana Arminianismi, Hardervici, Ex Officina Typographorum Remonstrantium, 1633
- (la) Simon Episcopius, Paraphrasis et observationes in caput VIII, IX, X & XI epistolæ S. Pauli ad Romanos, Amstelædami, Excudit Petrus Walschaert, 1644
- (la) Simon Episcopius, Étienne de Courcelles et Philippus van Limborch (2 volumes), M. Simonis Episcopii S.S. theologiae in Academia Leydensi quondam professoris Opera theologica : Quorum catalogum versa pagina exhibet., Amstelædami, Ex typographeio Ioannis Blaev., 1650
- (la) Simon Episcopius, M. Simonis Episcopii institutiones theologicae, privatis lectionibus Amstelodami traditae, Amstelaedami, Ex typographico Ioannis Blaeu, 1650

### Citations
1. 1 2 3 4  Rogget 1909, p. 59.
2. 1 2  Chisholm 1911.
3. ↑  Episcopius et Ellis 2005b.
4. ↑  Episcopius et Ellis 2005, p. 8. Episcopius fut singulièrement responsable de la survie du mouvement remontrant après le synode de Dort. Nous pouvons à juste titre le considérer comme le fondateur théologique de l'Arminianisme. En effet, il a développé et systématisé des idées qu'Arminius explorait avant de mourir, il a ensuite perpétué cette théologie en fondant le séminaire des Remontrants et aussi enseigné la génération suivante de pasteurs et d'enseignants.

### Sources
- (en) Simon Episcopius et Mark A. Ellis, The Arminian confession of 1621, Eugene, Pickwick Publications, 2005 (lire en ligne), « Introduction »
- (en) Simon Episcopius et Mark A. Ellis, The Arminian confession of 1621, Eugene, Pickwick Publications, 2005b (lire en ligne)
- (en) Hugh Chisholm, « Episcopius, Simon », dans Encyclopædia Britannica, vol. 9, Cambridge University Press, 1911 (lire en ligne), p. 701
- (en) H. C. Rogget, « Episcopius (Bisschop), Simon », dans The New Schaff-Herzog Encyclopedia of Religious Knowledge: Embracing Biblical, Historical, vol. 4, New York, Funk and Wagnalls Company, 1909 (lire en ligne)